# Индзай
Индзай (яп. 印西市 Индзай-си) — город в Японии, находящийся в префектуре Тиба. Площадь города составляет 123,80 км², население — 91 687 человек (1 августа 2014), плотность населения — 740,61 чел./км².

## Географическое положение
Город расположен на острове Хонсю в префектуре Тиба региона Канто. С ним граничат города Касива, Абико, Сирои, Ятиё, Сакура, Нарита и посёлки Сакаэ, Сисуи, Тоне.

## Население
Население города составляет 91 687 человек (1 августа 2014), а плотность — 740,61 чел./км². Изменение численности населения с 1980 по 2005 годы:
| 1980 | 29 970 чел. |  |
| 1985 | 35 745 чел. |  |
| 1990 | 55 131 чел. |  |
| 1995 | 72 278 чел. |  |
| 2000 | 79 780 чел. |  |
| 2005 | 81 102 чел. |  |

## Символика
Деревом города считается Pinus thunbergii, цветком — космея.